# Georg Friedrich Veldten

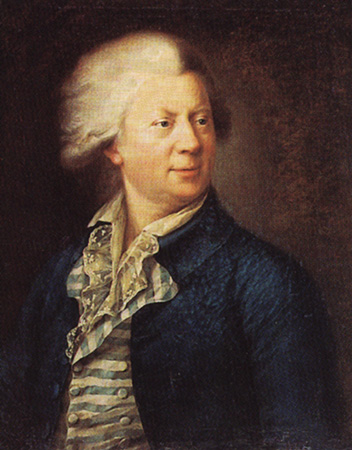
Georg Friedrich Veldten

Georg Friedrich Veldten, russisch Ю́рий Матве́евич Фе́льтен – Jurij Matwejewitsch Felten (* 1730 in Sankt Petersburg; † 14. Juni 1801 ebenda) war Hofarchitekt der russischen Kaiserin Katharina der Großen.

## Werke
- Alexander-Institut (St. Petersburg) zur Erziehung von bürgerlichen Töchtern
- Armenische Kirche St. Katharina (St. Petersburg)
- Alte Eremitage (St. Petersburg)
- Das berühmte Eisengitter im Sommergarten (Sankt Petersburg)
- Steininsel-Palast (Kamennoostrowskij Dworez) für Kronprinz Paul
- Tschesmensker Palais
- Tschesmensker Kirche
- Kirche der Geburt von Johannes dem Täufer (Церковь Рождества Иоанна Предтечи), 1776–1778, auf der Kamenny Insel in St. Petersburg